# Dana Vynnytska
Dana Vynnytska (Bogdana Vynnytska, ukr. Богдана Винницька; Dana Wynnyćka; ur. 16 marca 1983 w Iwano-Frankiwsku) – ukraińska kompozytorka, wokalistka i pianistka, członkini zespołu Dagadana, Babooshki i ShockolaD.

## Życiorys
Pochodzi z obwodu iwanofrankiwskiego. Rozpoczęła tworzenie muzyki w wieku 7 lat. Uczęszczała do szkoły muzycznej, ukończyła klasę kompozycji na Wydziale Kompozycji Lwowskiej Narodowej Akademii Muzycznej u Wiktora Kaminśkiego. Na studiach poznała m.in. prof. Myrosława Skoryka. Pracowała w liceum muzycznym we Lwowie, gdzie uczyła m.in. solfeżu, teorii muzyki, wokalistyki, improwizacji przez kilka lat. Otrzymała półroczne ministerialne stypendium Gaude Polonia. Jest jurorką Festiwalu Folkowego Polskiego Radia „Nowa Tradycja”.  
Mieszka z mężem (informatykiem) we Wrocławiu od 2013 roku. Ma córkę Mariczkę (ur. około 2019).  

## Poglądy
Określa siebie jako chrześcijankę i feministkę. Jest przeciwna inwazji Rosji na Ukrainę – przyjmowała uchodźców z Ukrainy w swoim domu.

## Kariera muzyczna
Grała muzykę jazzową w Ukrainie w latach 2004–2005. Występowała po studiach jako wokalistka z zespołem ShockolaD (Czekolada) i projekcie Shockolad+PL, a także z grupą Babooshki, czy Afro Kolektywem. Gra także na fortepianie i innych instrumentach klawiszowych oraz perkusjonaliach. Poznała Dagmarę Gregorowicz na warsztatach wokalnych w Krakowie (International Summer Jazz Academy) i razem założyły zespół Dagadana w 2008 roku. Brała udział w trasie koncertowej „Betlejem w Polsce” (2018). Występowała m.in. z Renatą Przemyk. W 2022 roku nagrała utwór Nad zieloną miedzą z Kamilem Bednarkiem, z której dochód przekazano na rzecz ofiar wojny w Ukrainie. Zagrała ponad 1000 koncertów w 25 krajach (stan na 2021 rok). Jej ulubionym zespołem rockowym jest Led Zeppelin, natomiast najważniejszym kompozytorem jest dla niej Johann Sebastian Bach.

## Dyskografia
Oprócz albumów Dagadany (zob. dyskografia Dagadany) wzięła udział w nagraniu albumów:
- Afro Kolektyw – Połącz kropki (2008)[19]
- Babooshki – Kolędy i szczedriwki (2011)[20]
- Babooshki – Vesna (2013)[21]
- Betlejem W Polsce Live – Jak W Betlejem (2018)[22]
- Babooshki – Będziemy się krężyli (2020)[23]